# Ритген
Ритген (нем. Riethgen) — община в Германии, в земле Тюрингия. 
Входит в состав района Зёммерда. Подчиняется управлению Киндельбрюк.  Население составляет 247 человек (на 31 декабря 2010 года). Занимает площадь 6,77 км².